# Batalla de Rode
La batalla de Rode fou una de les batalles de la revolta de 197 aC dels pobles ibers contra la dominació romana al segle ii aC.

## Antecedents
La victòria de la república de Roma sobre cartago a la Segona Guerra Púnica va deixar Hispània en mans romanes, i la transformació del territori en província va provocar importants canvis administratius i fiscals, i la imposició del stipendium no fou acceptada per les tribus locals que encara gaudien d'una certa estructura política i capacitat de reacció, de manera que el 197 aC va esclatar una gran revolta a tota l'àrea conquerida a Hispania a causa de l'expoli republicà.
Nombrosos caps locals es van revoltar a la Hispània Ulterior i La República va enviar Gai Semproni Tudità a la Hispània Citerior i a Marc Helvi Blasió a la Hispània Ulterior. Gai Semproni Tudità morí per ferides de combat a la Citerior abans d'acabar l'197 aC., però 
Quint Minuci Therme derrotà el 196 aC als insurrectes a la batalla de Turda. i Quint Fabi Buteó i Marc Helvi Blasió derrotà els celtibers a la batalla d'Iliturgi. El senat romà va declarar la Citerior com a província consular i el cònsol Marc Porci Cató Censorí s'hi dirigí des del port de Luna vorejant el golf de Lleó amb Manli d'ajudant, deixant la Ulterior a Appi Claudi amb tropes més reduïdes.

## Batalla
Marc Porci Cató Censorí, que comptava amb dues legions, vuit mil infants, quinze mil aliats i 800 genets per l'exèrcit consular i dos mil infants i dos-cents genets per cada un dels pretors desembarcà a Rode sufocant la resistència de la guarnició hispana situada al Puig Rom o l'acròpolis de Rode.

## Conseqüències
L'exèrcit romà desembarcà a Emporion i Cató va fer retornar les naus a Massalia amb els mercaders per forçar al seu exèrcit a la lluita. Cató inicia a Emporion, una quasi illa envoltada de maresma un dur entrenament de les tropes. L'exèrcit revoltat que assetjava Emporion, d'uns 40.000 homes fou derrotat en la batalla d'Emporion i Marc Porci Cató Censorí aconseguí en pocs dies la pacificació de tota la faixa costanera i el sometiment de lacetans, suessetans, ausetans, i derrotant lacetans i bargusis, que encara resistien a la seva capital. Els romans van ordenar que els ibers esfonsessin les muralles sota pena de ser reduïts a l'esclavitud, i ho feren els oppida dels voltants de l'Ebre. Els poblats de l'interior del que ara és Catalunya, desapareixeren definitivament.